# Johannes Schradin (Reformator)
Johannes Schradin (* um 1500 in Reutlingen; † Jahreswechsel 1560/1561 ebenda) war ein deutscher römisch-katholischer Theologe, Dichter und lutherischer Reformator.

## Leben
Wie von vielen anderen Zeitgenossen lässt sich von Schradins Kindheit und Jugend nichts ermitteln. 1521 Studium der Theologie an der Universität Basel, 1522 Immatrikulation an der Universität Tübingen, 1523 Baccalaureus. Danach 9 Jahre lang Tätigkeit als Präzeptor an der Lateinschule in seiner Heimatstadt Reutlingen. In Einklang mit dem Pfarrer Matthäus Alber schloss er sich der Reformation an. Mit Johannes Brenz und Philipp Melanchthon stand er im Briefwechsel. Im Abendmahlstreit wandte er sich 1527 gegen Konrad Sam.
Beim Marburger Religionsgespräch war er zugegen, wurde aber zur Hauptdisputation nicht zugelassen. Da Reutlingen auf dem Reichstag zu Augsburg die Confessio Augustana unterschrieb, stand die Bürgerschaft ganz auf Martin Luthers Seite. Mit Alber reiste Schradin 1536 nach Wittenberg zum Abschluss der Wittenberger Konkordie. Im Schmalkaldischen Kriege dichtete er zwei Lieder, die zum Widerstand aufriefen. Daher musste Schradin nach dem Augsburger Interim seine Vaterstadt verlassen und hielt sich in Neuffen und Frickenhausen auf. 1553 berief ihn Graf Georg von Württemberg-Mömpelgard, zu seinem Hofprediger, bis Schradin 1557 wieder nach Reutlingen zurückkehren konnte.